# 深見まどか
深見 まどか（ふかみ まどか、1988年7月16日 - ）は、日本のクラシック音楽のピアニスト。京都府京都市出身。

## 略歴
1988年、京都府京都市に生まれる。東京芸術大学音楽学部附属音楽高等学校卒業後に同大学音楽学部を経て渡仏。パリ国立高等音楽院修士課程ピアノ科を審査員満場一致の首席で卒業。

## 受賞歴
- 1997年 - 京都ピアノコンクールA部門金賞受賞
- 1999年 - 京都芸術祭激励賞
- 2001年 - 第55回全日本学生音楽コンクール大阪大会中学生の部第2位
- 2001年 - 第3回ショパン国際ピアノコンクールin ASIA 中学生部門銀賞[3]
- 2007年 - 第18回レ・スプレンデル音楽コンクール ピアノ部門第3位（1位なし）[4]
- 2008年 - ジャン・フランセ国際音楽コンクール第3位[5]
- 2009年 - パドヴァ国際音楽コンクール ピアノ部門第2位[6]
- 2010年 - ポルト市国際音楽コンクール第4位[7]
- 2012年 - 第22回青山音楽賞新人賞[8]
- 2013年 - 第5回ロザリオ・マルシアーノ国際ピアノコンクール第2位[9]
- 2015年 - ロン＝ティボー国際コンクール第5位（1位なし）最優秀ラヴェル作品演奏賞[10]
- 2017年 - ブゾーニ国際ピアノコンクール最優秀現代曲演奏賞[11]
- 2020年 - オンライン・ピアノコンクール "Virtu(al)oso" ファイナリスト[12]

## ディスコグラフィー

### アルバム
- 『Claude Debussy / Maurice Ravel』 （2019年1月16日） Passavantmusic PAS 118090[13]
  - ドビュッシー / 12の練習曲 (全12曲)
  - ラヴェル / 鏡「蛾」「悲しい鳥たち」「洋上の小舟」「道化師の朝の歌」「鐘の谷」
- 『VIRTUOSO』 （2019年4月16日）  Passavantmusic [14]
  - リスト / ダンテを読んで -ソナタ風幻想曲-
  - リスト / ラ・カンパネラ
  - ブゾーニ / エレジー第1番「転機のあとに」
  - ブゾーニ / エレジー第4番「トゥーランドットの居間」
  - ヒナステラ / ピアノソナタ第1番 Op.22
  - バッハ＝ブゾーニ / コラール前奏曲「主イエスキリストよ、われ汝に呼ばわる」

## 出演

### TV
- 2021年3月21日・2021年10月10日 NHK Eテレ 「クラシック音楽館」

### コンクール関連
- 第16回ショパン国際ピアノコンクール　
  - Madoka Furumi
  - Madoka Fukami – Scherzo in B flat minor, Op. 31 - YouTube

- ロン＝ティボー国際コンクール 2015
  - Madoka Fukami - Long-Thibaud 2015 - Ravel : Scarbo - YouTube

- 第17回ショパン国際ピアノコンクール　
  - Madoka Furumi
  - Madoka Fukami – Chopin Piano Competition 2015 - YouTube

- ブゾーニ国際ピアノコンクール
  - Madoka Fukami - Solo Finals 26.08.2017 - YouTube

- 第15回ヴァン・クライバーン国際ピアノコンクール
  - Madoka Fukami - #cliburn2017 competitor profile - vimeo
  - Cliburn 2017 Madoka Fukami Preliminary Recital - YouTube

- エドヴァルド・グリーグ国際ピアノコンクール2018
  - MADOKA FUKAMI: Edvard Grieg, Fairy Dance, Op. 12 No. 4 in Grieg Competition 2018 - YouTube

- 第１回オンライン・ピアノコンクール "Virtu(al)oso" 
  - Madoka Fukami, First Round, Virtu(al)oso - YouTube
  - Madoka Fukami, Final Round, Virtu(al)oso - YouTube